# Thomas Weld (de Lulworth)

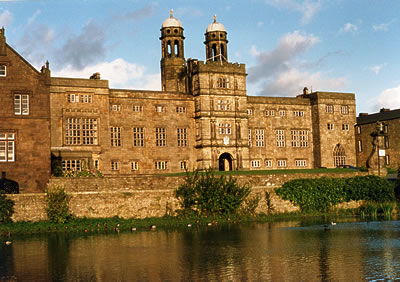
Stonyhurst College

Thomas Bartholomew Weld (1750-1810), conhecido como Thomas Weld do Castelo de Lulworth, era membro da pequena nobreza católica inglesa, proprietário de terras, filantropo e bibliófilo. Ele estava ligado a muitas das principais famílias católicas do país, como Bodenhams, Ciffords, Erringtons, Petres e Stourtons. Ele provou ser um grande benfeitor da Companhia de Jesus na Inglaterra em seus esforços educacionais e pastorais. Ele também foi um benfeitor para outros religiosos e clérigos católicos romanos. Ele era um amigo pessoal do Rei George III. Sua cunhada era Maria Fitzherbert. Após a Revolução Francesa, ele hospedou refugiados remanescentes da família real francesa em seu castelo. Ele foi o construtor, em 1786, do primeiro local de culto católico romano na Inglaterra após a reforma protestante.

## Vida

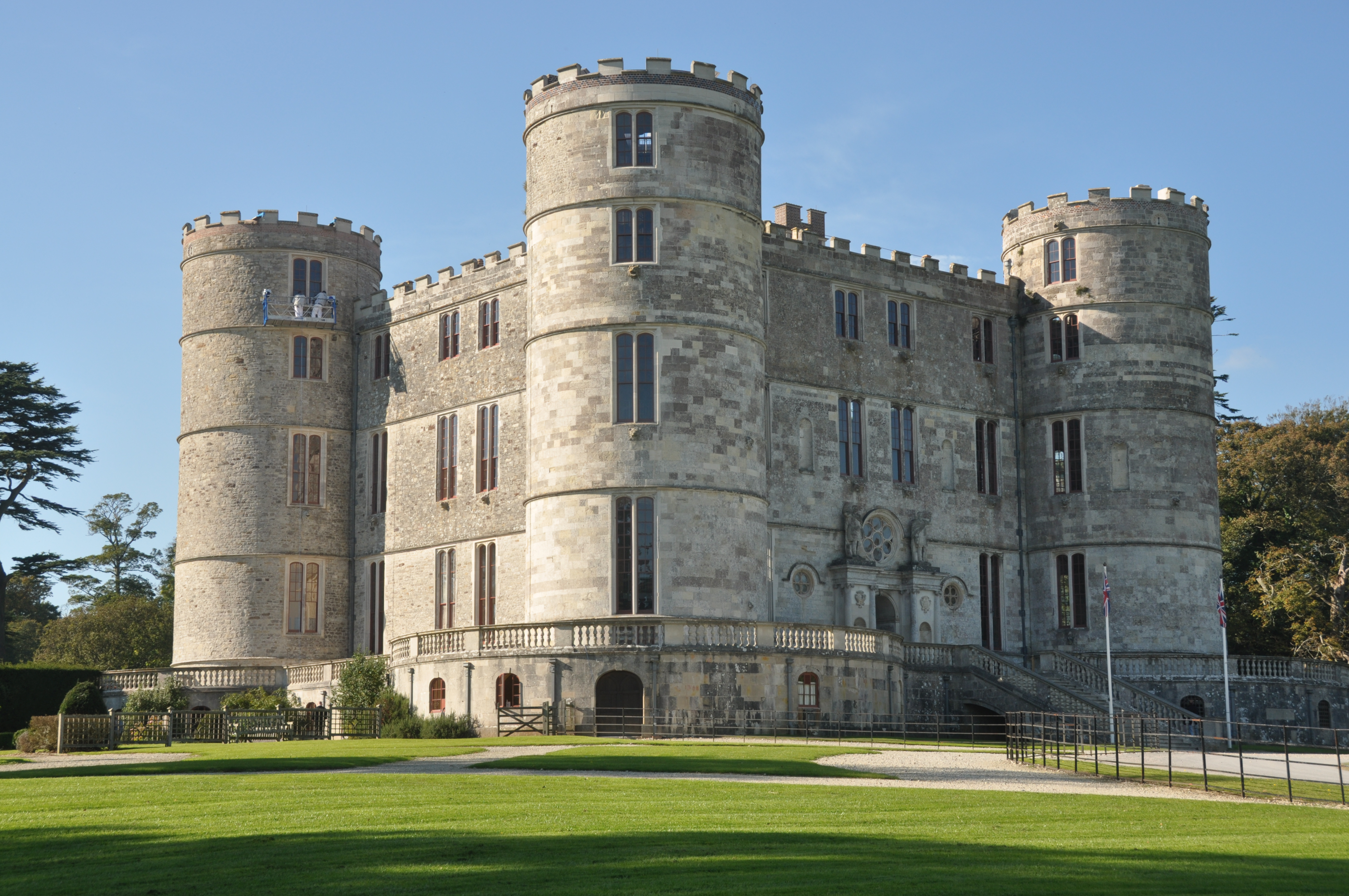
Lulworth Castle

Thomas Weld nasceu em uma velha família recusante descendente de Sir Humphrey Weld, um dono da mercearia, que foi eleito Lord Mayor de Londres em 1608, o quarto filho de Edward Weld e Dame Mary Teresa, nascida Vaughan do enclave de Welsh Bicknor em Herefordshire. Dois de seus irmãos mais velhos e seus pais morreram quando ele ainda era criança. Aos seis anos em 1761, com a morte de seu pai, Weld herdou as propriedades Bowland-with-Leagram e Stonyhurst em Lancashire da prima de seu pai, Maria Shireburn (falecida em 1754), viúva de Thomas Howard, 8º duque de Norfolk (1683- 1732).
Depois de estudar em casa, ele foi enviado para a escola jesuíta inglesa em Watten e Bruges, no norte da França e na Holanda austríaca. Ele não era considerado um estudioso distinto, devido às repetidas interrupções de sua escolaridade devido à turbulência política local, mas desenvolveu um apego à comunidade que conheceu lá e isso estimulou seu interesse duradouro pela educação. No retorno à Inglaterra, ele se casou com Mary Stanley-Massey-Stanley, filha de Sir John Stanley-Massey-Stanley, 6º Baronete (1711–1794). Eles tiveram seis filhas e nove filhos, o mais velho dos quais também era Thomas, que depois de ficar viúvo e partiu com uma filha, entrou na igreja e ascendeu ao status de cardeal.
Seu irmão mais velho, Edward, morreu em um acidente de equitação três meses após seu casamento com Maria Smythe (mais tarde, Sra. Fitzherbert) em julho de 1775 e a herança da família coube a Thomas. A viúva de seu irmão, Maria nascida Smythe, casou-se com Thomas Fitzherbert, que também morreu prematuramente em 1781. Ela foi apresentada ao Príncipe de Gales, o futuro Jorge IV, e eles contraíram um casamento morganático em 1785, que foi repudiado tanto pelo rei quanto pelo Conselho Privado da Inglaterra. Posteriormente, William Stourton, 18º Barão Stourton, um dos genros de Weld, tornou-se executor do testamento de Maria e lutou arduamente para provar a validade de seu casamento com o Príncipe de Gales, mas encontrou oposição implacável da Rainha Vitória na forma de o Duque de Wellington.

### Proprietário de terras bibliófilo
Como o novo proprietário do Lulworth Castle e do Lulworth Estate, Thomas Weld, que até então morava com sua esposa em Britwell em Oxfordshire, remodelou os interiores do "castelo" no então na moda estilo Adam. Diz-se que a mais suntuosa era a biblioteca, indicando que ele era um bibliófilo afiado que possuía uma série de raridades excepcionais em sua coleção, incluindo o Luttrell Saltério, o Bedford Book of Hours, comprado de Margaret Bentinck, Duquesa de Portland em 1786 e a história de Shakespeare livro didático, Holinshed's Chronicles 1587 2ª edição. Todas as placas do livro Ex Libris de Thomas Weld trazem o lema da família na fita das placas " nil sine numine ". Weld é conhecido por colecionar obras de arte. Ele era amigo de outro ex-aluno da escola jesuíta, Giles Hussey (1710-1788), um artista de Dorset especializado em retratos e representações de Charles Edward Stuart. Dois desenhos a lápis de Thomas e sua esposa, Mary, são conhecidos por terem sobrevivido.
Embora o "castelo", originalmente concebido como um pavilhão de caça, tenha sido vítima de um incêndio desastroso em 1929, uma série de itens valiosos que ele albergava parecem ter sido salvos. A menos que tenha sido vendido antes do incêndio, um deles seria a História do Japão de Engelbert Kaempfer, traduzido do manuscrito alemão mantido por Sir Hans Sloane e publicado em 1728.

### Construtor

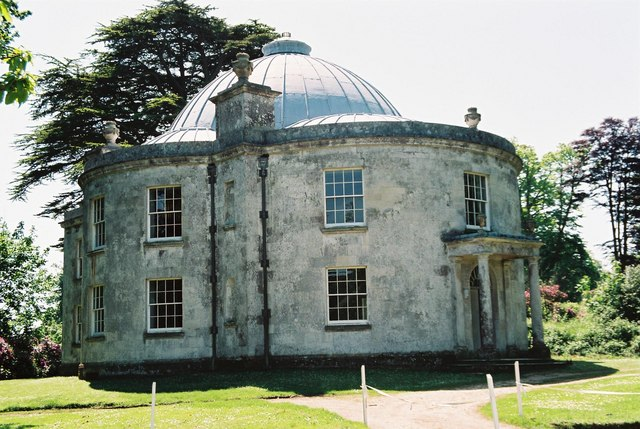
Grau I listados RC Capela de Santa Maria, construída para se parecer com uma casa de 1786

Na ausência de culto público católico, os Welds estavam acostumados a ter os serviços de um capelão pessoal. Um deles veio até eles fugindo da Revolução Francesa. Ele era um padre jesuíta ordenado francês, chamado Jean Grou, que além de cumprir seus deveres pastorais, foi um escritor prolífico em assuntos espirituais. Ele ficou em Lulworth por quase uma década, até sua morte em 1803.
Devido à sua amizade pessoal com o rei George III, Thomas Weld conseguiu em 1786 construir uma igreja católica romana dedicada a Santa Maria para servir como capela da família nos terrenos do Castelo de Lulworth. Pevsner relata que precisava da permissão do rei, que obteve com a condição de que não se parecesse com uma igreja de fora. Ele pediu a John Tasker, que era o responsável pela reforma do interior do castelo, que o desenhasse inspirando-se em um mausoléu grego clássico, a um custo de £ 2.380. Seria a primeira capela católica romana a ser construída desde a época da Reforma Protestante. Na verdade, seria o lugar de descanso final dele e de sua esposa. O edifício foi listado como Grau I.
Em 15 de agosto de 1790, John Carroll, um jesuíta americano amigo de Thomas, foi consagrado bispo pelo Bispo Charles Walmesley, na capela do Castelo de Lulworth. Carroll mais tarde se tornaria o primeiro arcebispo católico romano de Baltimore. A próxima consagração episcopal ocorreu lá em 19 de dezembro do mesmo ano, quando John Douglass foi consagrado bispo do Distrito de Londres (que incluía os condados de origem, as Índias Ocidentais com exceção de Trinidad e as Ilhas do Canal de Jersey e Guernsey) por William Gibson, bispo titular de Acanthus e Vigário Apostólico do Distrito Norte.

### Filantropo
Weld tornou-se conhecido especialmente por suas obras de caridade em nome dos refugiados ingleses das guerras revolucionárias francesas. Ele doou seu assento em Lancashire, Stonyhurst, perto de Clitheroe, com 30 acre(s)s (120 000 m2) de terra, aos jesuítas ingleses exilados que retornavam. Ele apoiou as Clarissas inglesas que fugiram de Gravelines. Ele fundou e manteve um mosteiro trapista em Lulworth (hoje Abadia do Monte Melleray, Irlanda).
Após a Revolução Francesa, os membros sobreviventes da família real francesa foram convidados a usar Lulworth como uma de suas residências no exílio. Mais tarde, Carlos X da França e sua família também ficaram lá brevemente como convidados de Joseph Weld, após a Revolução de julho de 1830 a caminho de Edimburgo.
Ele era considerado muito piedoso e muito hospitaleiro. Ele doou uma igreja, St Michael's e St John's em Clitheroe, e pediu que o pároco celebrasse missa anualmente para o repouso de suas almas e de sua esposa. Ele foi um dos primeiros católicos ingleses a entreter o rei, em 1789 e em 1791 em sua propriedade de Lulworth. Ele também apoiou John Milner. Ele morreu repentinamente em Stonyhurst, onde dois de seus filhos também morreram, um deles, John, era seu reitor jesuíta na época. Ele foi enterrado na capela do Castelo de Lulworth. Acredita-se que Thomas Weld doou metade de sua renda para causas de caridade.

## O lema da família Weld
Nil sine numine se traduz como "Nada sem providência divina", e é o lema da família Weld. O lema passa a ser compartilhado com o Estado do Colorado no selo que ele adotou em 1877, e com várias instituições americanas.